# Кременарі
Кременарі (рум. Cremenari) — село у повіті Вилча в Румунії. Входить до складу комуни Галіча.
Село розташоване на відстані 153 км на північний захід від Бухареста, 14 км на південь від Римніку-Вилчі, 83 км на північний схід від Крайови, 126 км на південний захід від Брашова.

## Населення
За даними перепису населення 2002 року у селі проживала 461 особа, усі — румуни. Усі жителі села рідною мовою назвали румунську.